# Accident (album)
Accident là một album nhạc của ca sĩ, diễn viên nổi tiếng người Hàn Quốc Cha Tae-hyun, phát hành năm 2001.

## Danh sách bài hát
1. Philosophical
2. I Love You
3. Birthday Gift
4. Beautiful People
5. So...
6. The Last Day
7. Don't Know
8. Behind Your Shadow
9. Please
10. Friends And Lovers
11. Mimang
12. After This Season
13. Picnic
14. I Love You
15. The Last Day